# Stanislav Donets
Stanislav Donets (en russe : Станислав Донец), né le 7 juillet 1983 à Dimitrovgrad, est un nageur russe en activité, spécialiste des épreuves de dos. Il compte notamment à son palmarès trois titres mondiaux et onze titres européens (dont huit en petit bassin). Il a détenu à deux reprises le record du monde en petit bassin du 100 m dos.

## Carrière
Spécialiste du petit bassin, il décroche son premier titre européen en 2007 en remportant le 100 mètres dos. Il ajoute deux médailles d'argent lors du 200 mètres dos puis du relais 4 × 50 mètres 4 nages.
En 2008, il remporte son premier titre mondial en faisant partie du relais russe victorieux du 4 × 100 mètres 4 nages en petit bassin. Lors de cette même année, il bat son premier record du monde, celui du 100 m dos en petit bassin lors de la finale des Championnats d'Europe. Il remporte trois autres médailles dans ces championnats.
En 2009, il obtient la sixième place lors des Mondiaux de Rome en grand bassin avant de remporter les titres du 50 m, 100 m, 200 m dos et le relais 4 × 50 mètres 4 nages lors des Championnats d'Europe en petit bassin. Lors du titre du 100 m obtenu à égalité avec son compatriote Arkadi Viatchanine, les deux Russes battent le record du monde en réalisant un temps de 48 s 97.
En 2010, il obtient son premier titre européen en grand bassin en remportant le 14 août le 200 m dos. Le lendemain, il remporte la médaille d'argent lors du relais 4 × 100 mètres 4 nages. En novembre, il remporte trois médailles aux championnats d'Europe en petit bassin. Il s'impose dans le 50 mètres dos en battant le record d'Europe, remporte ensuite le titre au 100 mètres dos et ajoute une médaille de bronze en relais. Mi-décembre, il remporte deux titres mondiaux en petit bassin. Il remporte le 16 le 100 mètres dos et s'impose deux jours plus tard lors du 50 mètres dos. Il gagne une troisième médaille en relais, l'argent sur le relais 4 × 100 mètres quatre nages. Lors de cette course, il est premier à l'issue de son 100 mètres dos avec un temps de 48 s 95, qui est le nouveau record d'Europe de la spécialité.
Victime de douleurs récurrentes à une épaule, il doit être opéré en raison d'une déchirure ancienne non diagnostiquée qui lui cause ces douleurs. Il est alors privé des Championnats d'Europe en petit bassin 2011.

## Palmarès

### Championnats du monde

#### En petit bassin
- Championnats du monde 2008 à Manchester ( Royaume-Uni) :
  -  Médaille d'or au titre du relais 4 × 100 m 4 nages.
  -  Médaille de bronze du 100 m dos.
  -  Médaille de bronze du 200 m dos.

- Championnats du monde 2010 à Dubaï ( Émirats arabes unis) :
  -  Médaille d'or du 50 m dos.
  -  Médaille d'or du 100 m dos.
  -  Médaille d'argent au titre du relais 4 × 100 m 4 nages.

- Championnats du monde 2012 à Istanbul ( Turquie) :
  -  Médaille d'argent du 100 m dos.
  -  Médaille d'argent au titre du relais 4 × 100 m 4 nages.
  -  Médaille de bronze du 50 m dos.

- Championnats du monde 2014 à Doha ( Qatar) :
  -  Médaille de bronze du 50 m dos.

### Championnats d'Europe

#### En grand bassin
- Championnats d'Europe 2010 à Budapest ( Hongrie):
  -  Médaille d'or du 200 m dos.
  -  Médaille d'argent au titre du relais 4 × 100 mètres 4 nages.

#### En petit bassin
- Championnats d'Europe 2007 à Debrecen ( Hongrie) :
  -  Médaille d'or du 100 mètres dos.
  -  Médaille d'argent du 200 mètres dos.
  -  Médaille d'argent au titre du relais 4 × 50 mètres 4 nages.

- Championnats d'Europe 2008 à Rijeka ( Croatie) :
  -  Médaille d'or du 50 mètres dos.
  -  Médaille d'or du 100 mètres dos.
  -  Médaille d'or du 200 mètres dos.
  -  Médaille d'argent au titre du relais 4 × 50 mètres 4 nages.

- Championnats d'Europe 2009 à Istanbul ( Turquie) :
  -  Médaille d'or du 50 mètres dos.
  -  Médaille d'or du 100 mètres dos.
  -  Médaille d'or du 200 mètres dos.
  -  Médaille d'or au titre du relais 4 × 50 mètres 4 nages.

- Championnats d'Europe 2010 à Eindhoven ( Pays-Bas) :
  -  Médaille d'or du 50 mètres dos.
  -  Médaille d'or du 100 mètres dos.
  -  Médaille de bronze au titre du relais 4 × 50 mètres 4 nages.

- Championnats d'Europe 2015 à Netanya ( Israël) :
  -  Médaille d'argent du 100 mètres dos.

## Records

### Records personnels
Ce tableau détaille les records personnels de Stanislav Donets en grand bassin. L'indication RE précise que le record personnel du Russe constitue l'actuel record d'Europe de l'épreuve en question.
| Épreuve   | Temps         | Compétition                 | Lieu           | Date            |
| 50 m dos  | 25 s 48       | Championnats de Russie 2011 | Moscou, Russie | 23 avril 2011   |
| 100 m dos | 53 s 44       | Championnats de Russie 2009 | Moscou, Russie | 26 avril 2009   |
| 200 m dos | 1 min 55 s 25 | Championnats du monde 2009  | Rome, Italie   | 30 juillet 2009 |

| Épreuve   | Temps         | Compétition                | Lieu                       | Date             |
| 50 m dos  | 22 s 74       | Championnats d'Europe 2010 | Eindhoven, Pays-Bas        | 26 novembre 2010 |
| 100 m dos | 48 s 95 – RE  | Championnats du monde 2010 | Dubaï, Émirats arabes unis | 19 décembre 2010 |
| 200 m dos | 1 min 48 s 62 | Championnats d'Europe 2009 | Istanbul, Turquie          | 10 décembre 2009 |

### Records du monde battus
Ce tableau détaille les deux records du monde battus par Stanislav Donets durant sa carrière en petit bassin.
| Épreuve                   | Temps   | Compétition                | Lieu              | Date             |
| 100 m dos en petit bassin | 49 s 32 | Championnats d'Europe 2008 | Rijeka, Croatie   | 14 décembre 2008 |
| 100 m dos en petit bassin | 48 s 97 | Championnats d'Europe 2009 | Istanbul, Turquie | 13 décembre 2009 |